# La Unió Llauradora i Ramadera
La Unió Llauradora i Ramadera (LA UNIÓ), (en castellano, La Unión Agricultora y Ganadera) es una organización agraria, que tiene su ámbito de actuación en la Comunidad Valenciana. La UNIÓ, se constituyó en 1977 como una organización profesional agraria democrática, unitaria e independiente de cualquier grupo político, económico o religioso y sin fines lucrativos, con la finalidad de defender y promover los intereses generales de los agricultores y ganaderos profesionales valencianos.

## Historia

### Orígenes
En octubre de 1976 se creaba la Coordinadora del Movimiento Reivindicativo del Campo, nombre previo al de Unió. El 12 de noviembre, con la presencia de 200 profesionales de 12 comarcas, en el Hogar Parroquial de Bonrepòs i Mirambell, quedaba constituida La Unió de Llauradors i Ramaders del País Valencià. La Unió, a pesar de las dificultades económicas, quiere mantener informados a los afiliados y simpatizantes de todo lo que pasa en el campo. Así, nace Camp Valencià, como recopilación sencilla de noticias y opiniones, a cargo de Josep Mª Soriano.

### Primeros 10 años

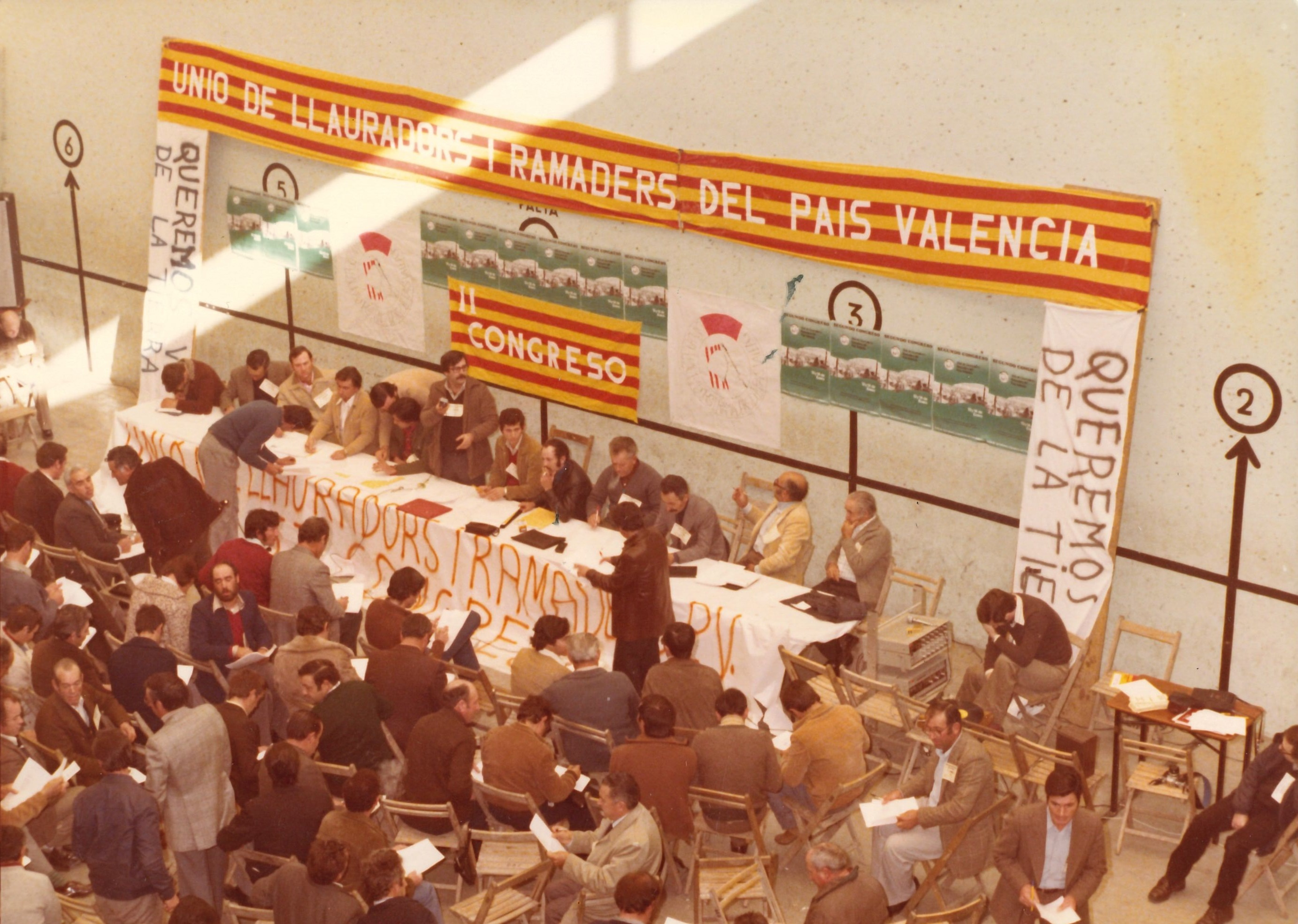
Los orígenes de LA UNIÓ

Año 1982. El PSOE obtenía la mayoría absoluta en las Elecciones Generales y abría horizontes de esperanza para las organizaciones agrarias progresistas y democráticas. pero LA UNIÓ se instaló en la independencia de cualquier tendencia política y continuó exigiendo la dignificación del campo valenciano. Más tarde, el largo periodo de transición para la efectiva integración en la CEE que se inaugura en 1986 se inicia con movilizaciones y tractoradas en todo el Estado español. Este mismo año LA UNIÓ celebra su décimo aniversario.

### Años 90
Comienza la década de los 90 con graves problemas en muchos sectores agrícolas y ganaderos valencianos. LA UNIÓ exige a las administraciones autonómica y central líneas de ayudas para paliar la grave situación del campo valenciano, nueva normativa en materia de uso de pesticidas, y se empieza a dar forma a la Política Agraria Común (PAC) marcada por la CEE. Desde LA UNIÓ se insiste en que se escuche su voz para conseguir un compromiso político en la defensa del futuro del sector.

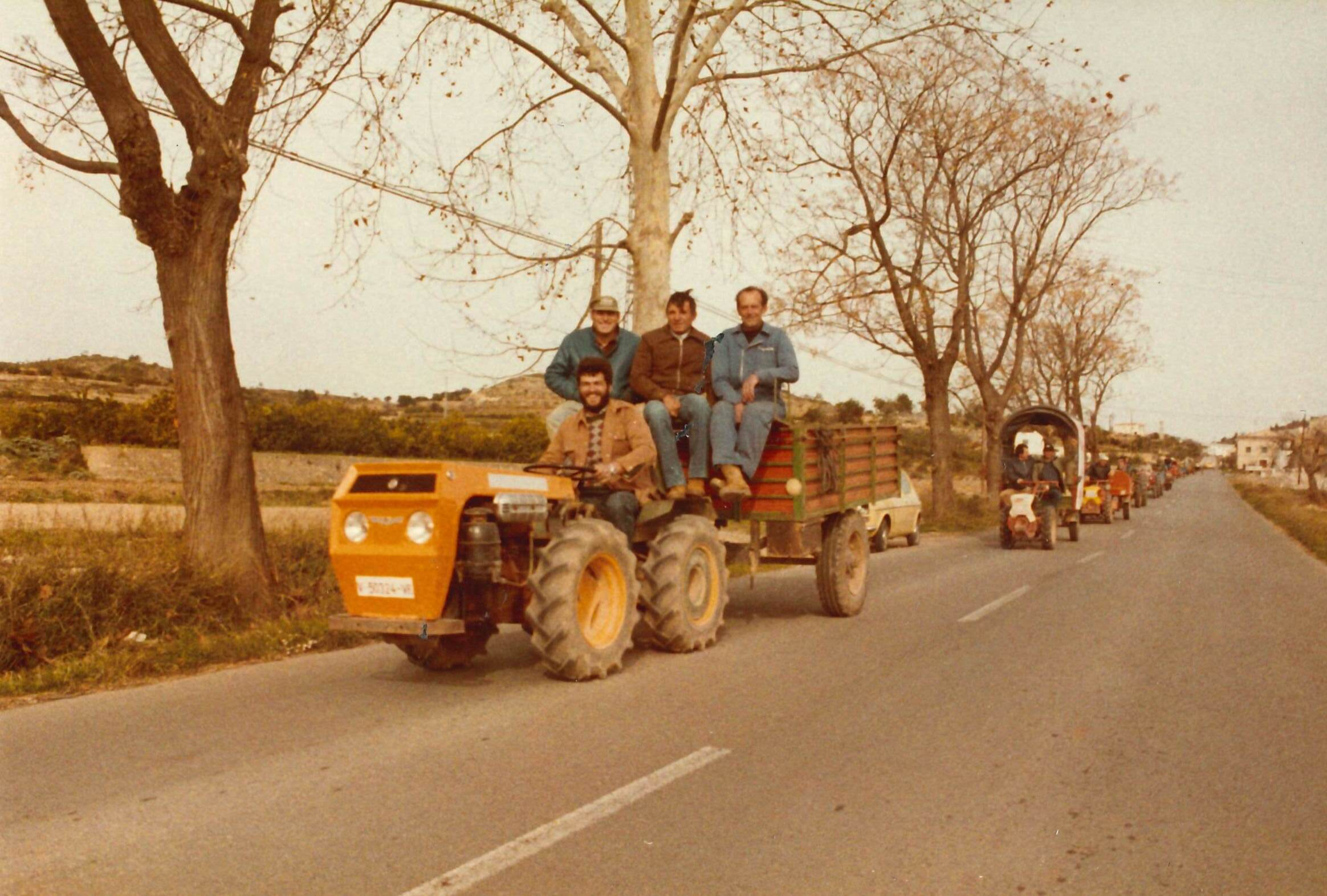
Algunas de las protestas de LA UNIÓ en sus inicios

En 1996, LA UNIÓ lleva a sus espaldas 20 años de trabajo y reivindicaciones, acumulando experiencia en todos los sectores del campo. Se consolidan unas estructuras sólidas en la organización y se diversifican los servicios que ofrece LA UNIÓ a sus afiliados. Al mismo tiempo, se aprueba la Agenda 2000 en Europa y la organización decide reivindicar sus propuestas traspasando el ámbito autonómico y estatal, llegando a Bruselas. 
Con el siglo XXI
Las necesidades que se detectan en el seno de LA UNIÓ en algunas materias se ven cubiertas en el 2000 con la creación de plataformas de futuro. Se constituye la fundación Instituto Valenciano de Investigación y Formación Agraria IVIFA, con el objetivo de planificar y gestionar programas formativos para los agricultores y ganaderos. Además, la creación de Servicamp y Edicions Camp Valencià EDICAMP significaría una apuesta por ofrecer los mejores servicios del mercado y por la calidad de la labor editorial de la organización, respectivamente.

### En la actualidad
La Unió Llauradora i Ramadera es la única organización de ámbito autonómico y, por lo tanto, con presencia en todas las comarcas valencianas para dar respuesta a sus necesidades concretas y ofrecer los servicios que necesitan los profesionales del sector agrario para desarrollar su actividad empresarial. Es, hoy en día, la organización agraria más importante y representativa. 

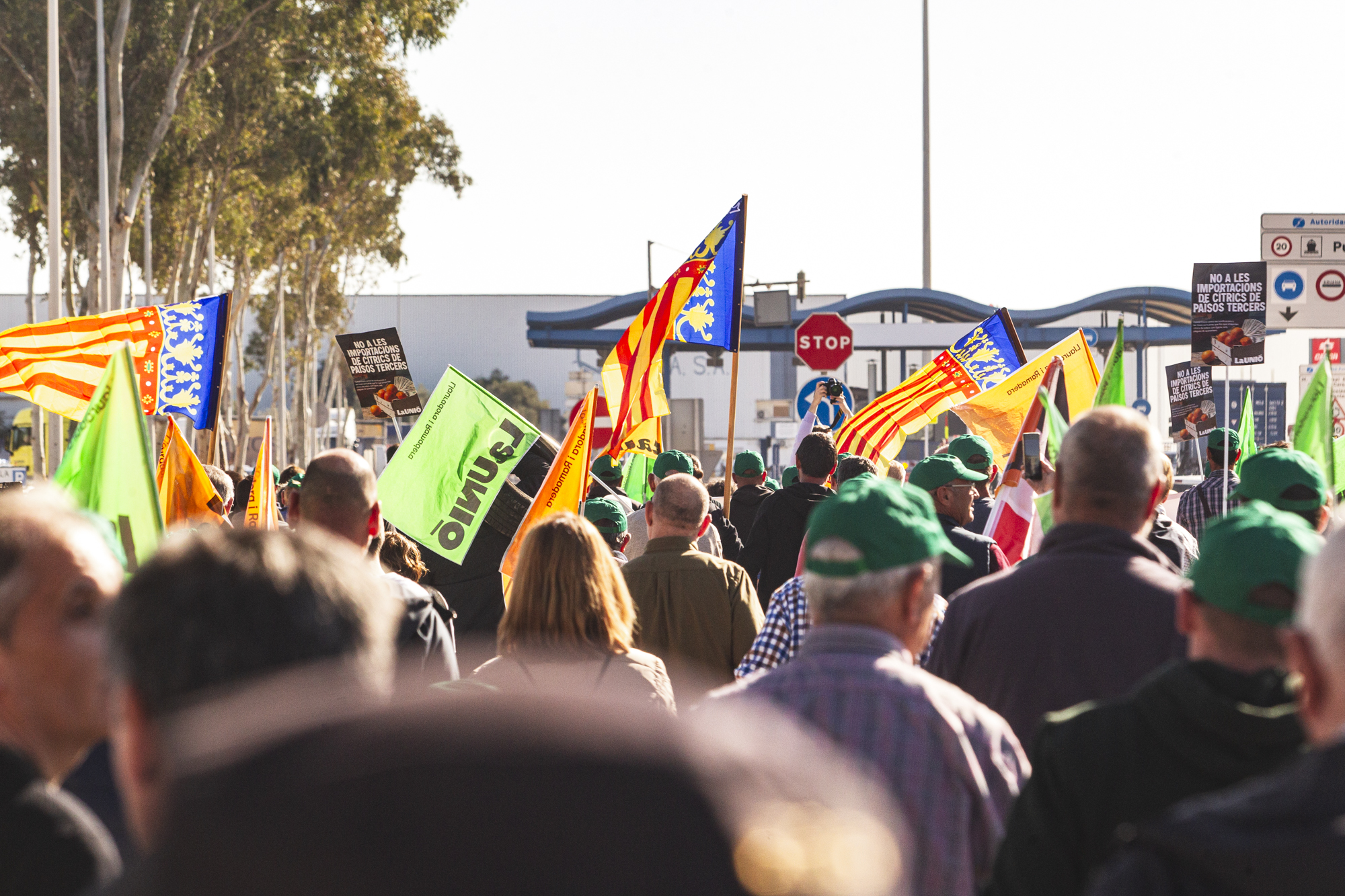
Protesta reciente de LA UNIÓ frente al Port de Castelló

Sus objetivos generales son los siguientes:
- Defender los intereses de sus afiliados.
- Promover la formación profesional, técnica, sindical, social y cultural de sus integrantes.
- Promover y realizar las acciones e iniciativas sindicales necesarias para alcanzar y asegurar una mejor calidad de vida y de trabajo para sus integrantes.
- Defender una política de rentas global.
- Proporcionar todos los servicios, soluciones empresariales y nuevas áreas de negocio relacionados y/o complementarios con la actividad profesional agraria y el mundo rural, ya sea a nivel individual o colectivo.
- Representar a sus miembros ante los organismos privados u oficiales con los que tenga relación.
- Fomentar el cooperativismo y otras formas empresariales y/o asociativas en el sector agrario y forestal y en el medio rural

Ser y estar en LA UNIÓ es ser y estar en todos aquellos foros y organizaciones donde se decide el presente y el futuro de la agricultura y ganadería valencianas, porque LA UNIÓ forma parte y participa activamente en:
- La Unión de Uniones de Agricultores y Ganaderos.
- Asociación Profesional de Trabajadores Autónomos y Emprendedores de la Comunidad Valenciana (UATAE-CV)

Consejos Reguladores
- C.R.D.O.P Arroz de Valencia
- C.R.D.O.P Alcachofa de Benicarló
- C.R.D.O.P Kaki Ribera del Xúquer
- C.R.D.O.P Uva de Mesa Embolsada del Vinalopó
- C.R.D.O.P Chufa de Valencia
- C.R.D.O.P Nísperos de Callosa d'En Sarrià
- C.R.D.O Alicante
- C.R.D.O Valencia
- C.R.D.O Utiel-Requena
- Comité de Agricultura Ecológica de la Comunidad Valenciana
- C.R.I.G.P Cítricos Valencianos

Parques Naturales
- Parque natural de la Sierra Calderona
- Parque natural del Turia
- Parque natural de la Albufera
- Parque natural del Macizo del Montgó
- Parque natural de las Hoces del Cabriel
- Parque natural del Desierto de las Palmas
- Parque natural de la Sierra de Irta
- Parque natural del Peñagolosa

Además, LA UNIÓ está presente en Agromutua, Comisiones Territoriales de Caza, Comité Económico y Social, IVIA, Grupos Ruralter, Consejo Asesor de Medio Ambiente de la Consejería de Infraestructuras, Territorio y Medio Ambiente, entre otros, y mantiene un diálogo fluido con Intersindical Valenciana, CCOO y UGT, asociaciones de consumidores AVACU y UCE, partidos políticos y grupos parlamentarios en Las Cortes.

## Estructura

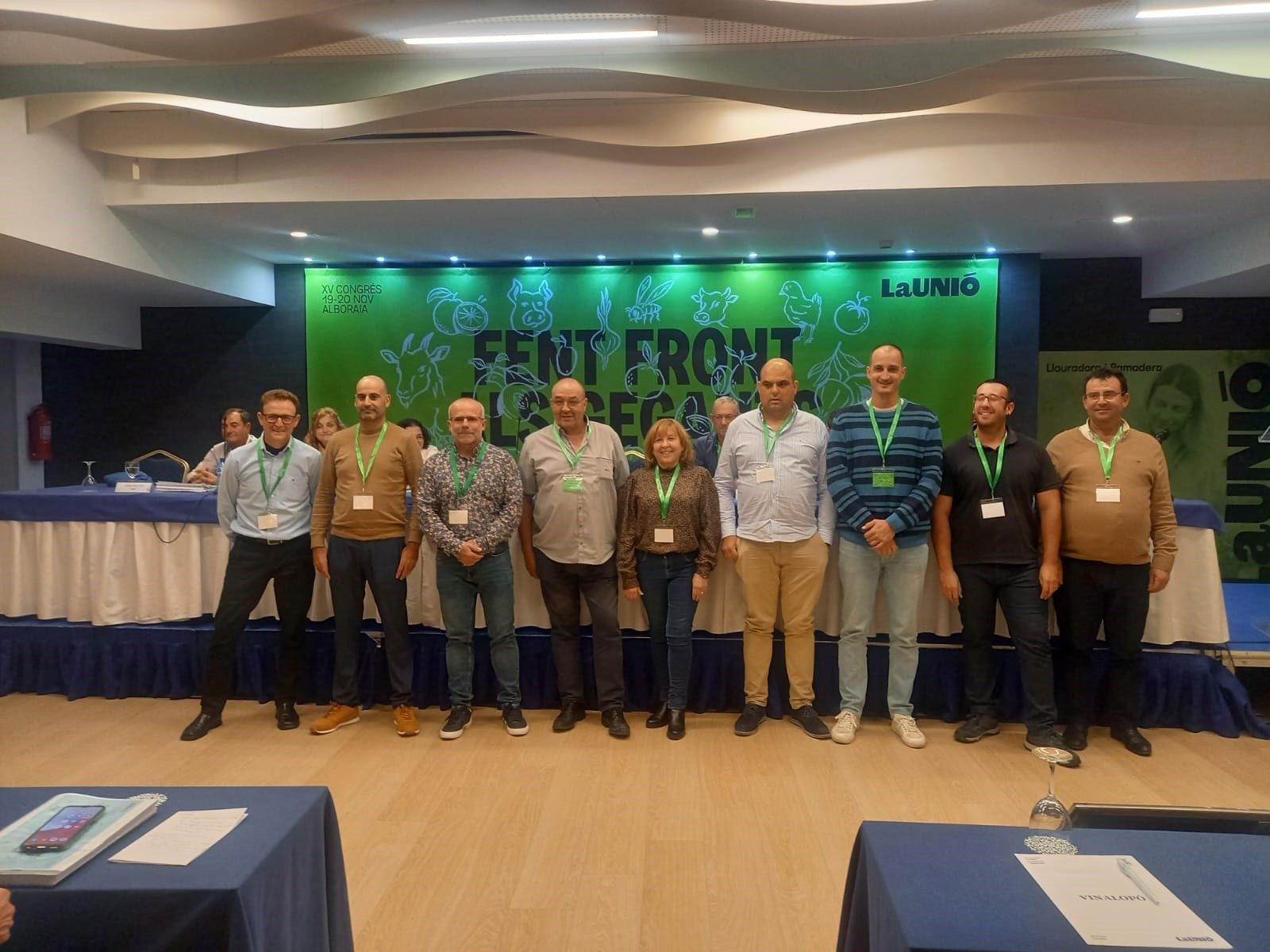
Integrantes de la Comissió Executiva

LA UNIÓ  está dirigida sindicalmente por una Comissió Executiva, elegida en los Congresos de País, que se celebran cada cuatro años. La Executiva actual se eligió en el último Congrés celebrado en noviembre de 2022 con 9 integrantes.
Los miembros de la Executiva son (de izquierda a derecha): Arturo Zaragozá, Juan Vidal, Carles Peris, Luis Javier Navarro Berlanga, Isabel Navarro Berlanga, Antonio Gutiérrez, Fernando Durà, Daniel Carbonell y Francisco Benavent.
Además de la Comissió Executiva está el Consejo Sindical, formado por los secretarios comarcales de todo el territorio valenciano. Actualmente lo forman 53 sindicalistas.
La UNIÓ tiene como órgano de expresión la revista Camp Valencià.